# Nathaniel Mary Quinn
Pour les articles homonymes, voir Quinn.
Nathaniel Mary Quinn est un peintre américain connu pour ses portraits aux visages déstructurés voir défigurés, ressemblant à des patchworks,.

## Jeunesse
Nathaniel Quinn naît en 1977 à Chicago aux États-Unis et passe sa jeunesse dans le quartier de Robert Taylor Homes (aujourd'hui Legends South (en)) à South Side,. Au neuvième grade, il reçoit une bourse pour intégrer une Culver Military Academy en Indiana,.
Alors qu'il est pensionnaire dans sa nouvelle école, sa mère Mary décède (il décidera d'ailleurs plus tard de modifier son état civil pour prendre Mary comme deuxième prénom, en sa mémoire). En rentrant au domicile familial pour le Thanksgiving suivant, il découvre que son père et son frère l'ont abandonné sans laisser trace.
Il racontera lors d'une interview avoir à ce moment pris la décision de ne pas se laisser aller et de finaliser ses études pour ne pas risquer de sombrer dans la pauvreté.

## Carrière
Après avoir obtenu un diplôme de l'Université de New York en 2002, Quinn décide de rester à New York et s'installe dans le quartier de Brooklyn, où il partage son temps entre la peinture et un poste d'enseignant auprès des jeunes défavorisés dans le cadre d'un Exalt youth program (programme de soutien aux jeunes défavorisés).
En 2004, il publie conjointement avec une autre autrice, Quanica A. McClendon, un livre pour enfant intitulé "Suit Shoes". Quinn illustre l'ouvrage à la peinture à l'huile sur canevas.
En 2013, il réalise sa première œuvre à rencontrer un succès majeur : Charles. Cette peinture est la première d'une longue série à être réalisée avec une nouvelle technique inventée par Quinn qui donne l'impression d'un collage d'image, tel un patchwork. Charles, qui se veut le portrait de son frère dont il n'a plus de nouvelles depuis des années, donne ainsi l'impression d'être composé de cinq images distinctes.
Cette peinture est pour la première fois présentée lors d'une exposition amateur organisée par la mère de l'un de ses anciens camardes de faculté. Son tableau retient l'attention du directeur du MoCADA qui décide de l'exposer sur l'une des fenêtres du célèbre musée.
En 2014, la Galerie Pace (en) organise une exposition individuelle de l'artiste à Londres.
En automne 2018, son travail est présenté avec ceux d'autres artistes au The Drawing Center. Quelques mois plus tard, le Madison Museum of Contemporary Art décide d'organiser une exposition individuelle de plusieurs mois au sein du musée, de décembre 2018 à mars 2019. C'est la première du genre pour l'artiste.
Depuis certaines de ses œuvres sont exposées dans des musées comme le Pérez Art Museum Miami,, Whitney Museum of American Art, le Musée Hammer, le Musée d'Art contemporain de Los Angeles , ou encore le Art Institute of Chicago.
En 2019, il est exposé dans la Galerie Gagosian, l'une des plus importantes galeries d'art contemporain au monde.